# 馬里昂縣 (密西西比州)
马里昂县（英語：Marion County）是位于美国密西西比州的县。根据2020年人口普查显示，马里昂县人口为27,088。该县的县治及最大城市均为哥伦比亚。该县得名于美国独立战争时期的游击战领袖弗朗西斯·马里昂，被誉为“沼泽之狐”。